# Algimantas Liubinskas
Algimantas Liubinskas (ur. 4 listopada 1951 w Kibartach) – litewski piłkarz, grający na pozycji obrońcy, trener piłkarski i działacz sportowy. Od 1991 do 1995 oraz od 2003 do 2008 pełnił funkcję selekcjonera reprezentacji Litwy.

## Życiorys
W latach 1969–1973 studiował w Litewskim Państwowym Instytucie Kultury Fizycznej i Sportu, zaś w latach 1985–1987 uczył się w Wyższej Szkole Trenerskiej w Moskwie. Odbył staże trenerskie w CSKA Moskwa (1986), Zenicie Leningrad (1987) i AC Milan (1987).
Jako piłkarz nie odniósł większych sukcesów. W latach 1973–1976 był zawodnikiem Žalgirisu Wilno. Więcej osiągnięć zanotował jako szkoleniowiec. Jego pierwszą pracą trenerską była opieka nad młodymi zawodnikami w Dziecięco-Młodzieżowej Szkole Piłkarskiej. Na początku lat 80. był głównym trenerem w Komitecie Kultury Fizycznej i Sportu Litewskiej SRR. W maju 1983 zastąpił Benjaminasa Zelkevičiusa na stanowisku szkoleniowca Žalgirisu Wilno, grającego wówczas w radzieckiej ekstraklasie. Dwa lata później stracił posadę na rzecz wracającego do Žalgirisu Zelkevičiusa. Po opuszczeniu Związku Radzieckiego prowadził klub z Bangladeszu Abahani Dhaka. W 1988 zdobył z nim krajowy puchar.
W 1991 ponownie zastąpił w pracy trenerskiej Benjaminasa Zelkevičiusa, tym razem przejmując od niego stanowisko selekcjonera reprezentacji Litwy. Mimo zwycięstw nad Słowenią i Ukrainą, drużyna nie awansowała do mistrzostw świata 1994. Liubinskas został zwolniony na początku 1995.
W tym samym roku znalazł zatrudnienie w klubie Kareda Szawle, z którym w 1996 zdobył Puchar i Superpuchar Litwy, a w 1997 mistrzostwo kraju. Później pracował w Panerysie Wilno oraz w trzecioligowej wówczas Jagiellonii Białystok.
Po powrocie do kraju objął w 1999 stanowisko szefa wydziału kultury fizycznej w wileńskim samorządzie. W 2002 powrócił do pracy szkoleniowej, obejmując funkcję trenera olimpijskiej reprezentacji Litwy. Rok później po raz kolejny zastąpił Benjaminasa Zelkevičiusa na stanowisku selekcjonera kadry. Bez sukcesów prowadził ją w eliminacjach mistrzostwa świata w 2006 oraz Euro 2008. 1 sierpnia 2008 podał się do dymisji. W grudniu 2009 objął stanowisko głównego trenera FK Lwów. 19 kwietnia 2010 podał się do dymisji po porażce z FK Ołeksandrija.
Jako kandydat partii Porządek i Sprawiedliwość bezskutecznie ubiegał się o mandat poselski w wyborach do Sejmu, które odbyły się 12 i 26 października 2008.

## Sukcesy i odznaczenia

### Sukcesy trenerskie
- zdobywca Pucharu Bangladeszu: 1988
- zdobywca Pucharu Litwy: 1996
- zdobywca Superpucharu Litwy: 1996
- mistrz Litwy: 1997
- zdobywca Baltic Cup: 2005

### Odznaczenia
- Mistrz Sportu ZSRR: 1984
- Zasłużony Trener Litewskiej SRR: 1983